# 徐翕
徐翕（生卒年不详），东汉末年武将，初为曹操部将，兖州之乱时与毛晖一起响应吕布发动叛乱，吕布兖州兵败后与毛晖投奔时为徐州泰山军阀的臧霸。臧霸归顺曹操后，曹操派刘备命臧霸送上二人首级，臧霸以义气为由不肯，曹操作罢，以二人为郡守。